# Sédhiou
Sédhiou (o Seju) és una ciutat de Casamance (Senegal), situada sobre el marge dret del riu Casamance.

## Història
Sédhiou és, històricament, un lloc de la cultura manding, si bé originalment es trobava en zona diola. El manding hi ha arribat en temps relativament recents, però ha aconseguit una ràpida barreja de poblacions. El 1860 els francesos havien dominat la regió fins a Sédhiou, però restava sotmetre la regió anomenada Souna, un territori fèrtil habitat pels mandings musulmans, just enfront de Sedhiou, a l'altre costat del riu. El comandant Pinet-Laprade va sortir de Gorée el 5 de febrer de 1861 amb sis vaixells, van remuntar el riu i el dia 10 van desembarcar 700 homes enfront de Sedhiou i van ocupar Sandiniéri. L'endemà van ocupar els pobles de Diagabar i Dioubougou i l'endemà, el de Bombadiou, pobles tots els quals foren cremats. Els caps de poblacions van venir a demanar la pau i el Souna va reconèixer la sobirania de França. La campanya només va costar als francesos 4 morts i 15 ferits.

## Administració
És la capital del departament de Sédhiou i de la regió de Sédhiou.

## Geografia
Les localitats més properes són Badiandian, Bakoum, Bissary Diounkouya,Sandinier, Kerel, Malandiankounda, Badjimor, Banhar i Goudiabiya.
Dakar, la capital del Senegal, es troba a 342 km.

### Població
En el moment dels cens de 1988 i 2002, la població era respectivament de 13.212 i 18.465 habitants. El 2007, segons les estimacions oficials, Sédhiou comptaria 20.141 persones.

### Economia
El seu enclavament i la manca d'infraestructures de Sédhiou perjudiquen la seva expansió.

## Agermanaments
- Les Ulis (França) des de 1998

## Personalitats nascudes a Sédhiou
- Idrissa Fall, general de cos d'exèrcit, nascut a Sédhiou en 1932.
- Almamy Tamba, Coronel (er), antic Cap d'Estat- major de l'Exèrcit de Terra nascut l'any 1930 a Sédhiou
- Papis Demba Cissé, Futbolista
- Sadio Mané, Futbolista Sénégalais, nascut l'any 1992
- Ballar Moussa Daffe, Antic Alcalde, Ministre de la república
- Amadou Tidiane Ba,Antic Alcalde (2009 a 2014), Ex Ministre de la republique sota el Regime de Wade, 1r Rector de la Universitat Assane Seck de Ziguinchor